# Mesochorus dispar
Mesochorus dispar là một loài tò vò trong họ Ichneumonidae.